# ギブソン郡 (テネシー州)
ギブソン郡（英: Gibson County）は、アメリカ合衆国テネシー州の西部に位置する郡である。2010年国勢調査での人口は49,683人であり、2000年の48,152人から3.2%増加した。郡庁所在地はトレントン市（人口4,264人）であり、同郡で人口最大の都市はハンボルト市（人口8,452人）である。

## 歴史
ギブソン郡は「インディアン・ランド」と呼ばれていた所に位置している。ここはチカソー族インディアンが合法的に支配していた。1819年1月7日に宣言されたチカソー譲渡によって、インディアンの権利が無くなり、白人開拓者や土地投機家による開拓や開発に解放された。
このチカソー譲渡から間もなく、ギブソン郡となる地域で最初の丸太小屋が、トマス・ファイトによって現在のトレントン市の東8マイル (13 km) に建てられた。1819年からはキャロル郡に属していたが、開拓が進み、住民が新郡創設の請願を行った。ギブソン郡は1823年10月21日の個別法で設立され、郡名はその年の早くに死んでいたジョン・H・ギブソンに因んで名付けられた。ギブソンはベッドフォード郡の生まれであり、テネシー民兵隊の中尉に任官されていた。米英戦争、1813年のナチェズ族に対する遠征、同年のクリーク戦争に参戦した。
ギブソン郡はその初期に急速に成長した。これはその地域が周辺よりも森に覆われてはおらず、綿花やトウモロコシの栽培を容易に始められたことが大きかった。1824年末までに273,143エーカー (1,105.37 km2) の課税対象用地があった。最初のコットン・ジンは1826年に建てられた。

## 地理
アメリカ合衆国国勢調査局に拠れば、郡域全面積は604平方マイル (1,564.4 km2)であり、このうち陸地603平方マイル (1,561.8 km2)、水域は1平方マイル (2.6 km2)で水域率は0.15%である。

### 空港
郡内には2つの空港がある。
- フンボルト市民空港 (M53)、フンボルト市にある[9]
- ギブソン郡空港 (TGC)、トレントンとミランの中間にあり、ミラン市とギブソン郡が所有している[10]

### 隣接する郡
- ウィークリー郡 - 北東
- キャロル郡 - 東
- マディソン郡 - 南
- クロケット郡 - 南西
- ダイアー郡 - 西
- オビオン郡 - 北西

## 人口動態

2000人口ピラミッド

以下は2000年国勢調査による人口統計データである。
| 基礎データ - 人口: 48,152人 - 世帯数: 19,518 世帯 - 家族数: 13,584 家族 - 人口密度: 31人/km2（80人/mi2） - 住居数: 21,059軒 - 住居密度: 13軒/km2（35軒/mi2） 人種別人口構成 - 白人: 78.66% - アフリカン・アメリカン: 19.72% - ネイティブ・アメリカン: 0.20% - アジア人: 0.14% - 太平洋諸島系: 0.02% - その他の人種: 0.50% - 混血: 0.76% - ヒスパニック・ラテン系: 1.12% 年齢別人口構成 - 18歳未満: 24.0% - 18-24歳: 8.1% - 25-44歳: 26.9% - 45-64歳: 23.3% - 65歳以上: 17.7% - 年齢の中央値: 39歳 - 性比（女性100人あたり男性の人口） - 総人口: 89.5 - 18歳以上: 85.8 | 世帯と家族（対世帯数） - 18歳未満の子供がいる: 30.2% - 結婚・同居している夫婦: 52.2% - 未婚・離婚・死別女性が世帯主: 13.6% - 非家族世帯: 30.4% - 単身世帯: 27.4% - 65歳以上の老人1人暮らし: 13.7% - 平均構成人数 - 世帯: 2.41人 - 家族: 2.93人 収入と家計 - 収入の中央値 - 世帯: 31,105米ドル - 家族: 39,318米ドル - 性別 - 男性: 30,360米ドル - 女性: 21,351 米ドル - 人口1人あたり収入: 16,320米ドル - 貧困線以下 - 対人口: 12.8% - 対家族数: 9.4% - 18歳未満: 17.0% - 65歳以上: 15.3% |

## 都市と町
- トレントン - 郡庁所在地
- ハンボルト
- ブラッドフォード
- ダイアー
- ギブソン
- ケントン
- メディナ
- ミラン
- ラザフォード
- ヨークビル

### 未編入の町
- イートン
- アイドルワイルド
- スカルボーン

## 教育

### 公立高校
- ブラッドフォード高校
- ギブソン郡高校
- ハンボルト高校
- ミラン高校
- ピーボディ高校
- 南ギブソン郡高校

## メディア
郡内にはFM、AM各2局のラジオ局が放送を流している。
新聞は以下のものが発行されている。
- テネシー・マグネット、無料月刊紙、キャロル郡ハンティンドンが拠点、ギブソン郡とダイアー郡にも配布
- トリシティ・レポーター、ダイアー市
- ザ・ガゼット、トレントン市
- ザ・クロニクル、ハンボルト市
- ミラー・イクスチェンジ、ミラン市

## 特別行事
ギブソン郡祭は毎年8月にトレントン市で開催されている。この祭はアメリカ合衆国南部では最古の現在も続いている祭とされている。初回は1856年のことであり、1869年からは毎年開催になった。
西テネシー・イチゴ祭はハンボルト市で毎年5月第1週の一週間を使って開催されている。最近の数年間では地域全体から10万人の観衆を集めている。呼び物として木曜日の伝統的なジュニアパレードがあり、世界最大の車を使わないパレードとされている。金曜日のグランドフローツ・パレード、ホースショー、州知事の昼食会、遊園地の乗り物、祈りの朝食、カーショー、5kmと10kmのマラソン、祭の美再見が行われている。